# (4043) Perolof
(4043) Perolof (1175 T-3) – planetoida z pasa głównego asteroid okrążająca Słońce w ciągu 5 lat i 183 dni w średniej odległości 3,12 j.a. Została odkryta 17 października 1977 roku.